# 新安村站
新安村站是一个京广线上的铁路车站，位于河北省正定县新安镇，距离丰台站242公里，广州站2041公里。建于1902年，目前为四等站，邮政编码为050802。目前客运：办理旅客乘降；行李、包裹托运；货运：办理整车货物发到。
北京至长沙的T1次列车曾图定在该站待避Z151、Z75、Z5、Z77等列车，直至2016年5月14日。